# ITF Women's Circuit Fergana 2012
L'ITF Women's Circuit Fergana 2012 è stato un torneo di tennis facente parte della categoria ITF Women's Circuit nell'ambito dell'ITF Women's Circuit 2012. Il torneo si è giocato a Fergana in Uzbekistan dal 14 al 20 maggio 2012 su campi in cemento e aveva un montepremi di $25,000.

## Vincitori

### Singolare
Donna Vekić ha battuto in finale  Nadežda Kičenok con il punteggio di 6–2, 6–2

### Doppio
Ljudmyla Kičenok /  Nadežda Kičenok hanno battuto in finale  Albina Khabibulina /  Anastasіja Vasyl'jeva con il punteggio di 6–4, 6–1